# We Dance On
We Dance On – singel brytyjskiej grupy hip-hopowej N-Dubz oraz brytyjskiego duetu dance’owego Bodyrox z 2010 roku, nagrany na potrzeby filmu StreetDance 3D. Piosenkę napisali członkowie N-Dubz i Bodyrox, z dodatkowym udziałem Luciany Caporaso i Nicka Clowa. Zawiera ona sampel z „Kanonu D-dur” Johanna Pachelbela.
Singel został wydany 20 maja 2010 roku i dotarł do pierwszej dziesiątki list sprzedaży w Irlandii i Wielkiej Brytanii, stając się jednym z największych przebojów N-Dubz. Piosenka trafiła na ścieżkę dźwiękową do filmu StreetDance 3D, a później także na trzeci album N-Dubz pt. Love.Live.Life.

## Lista utworów
- Digital download / CD single[3][4]

1. „We Dance On” – 3:06
2. „Strong Again” – 3:14

## Notowania
| Kraj                               | Najwyższa pozycja |
| ---------------------------------- | ----------------- |
| Irlandia (IRMA)                    | 9                 |
| Wielka Brytania (UK Singles Chart) | 6                 |